# Jacob van Maerlant

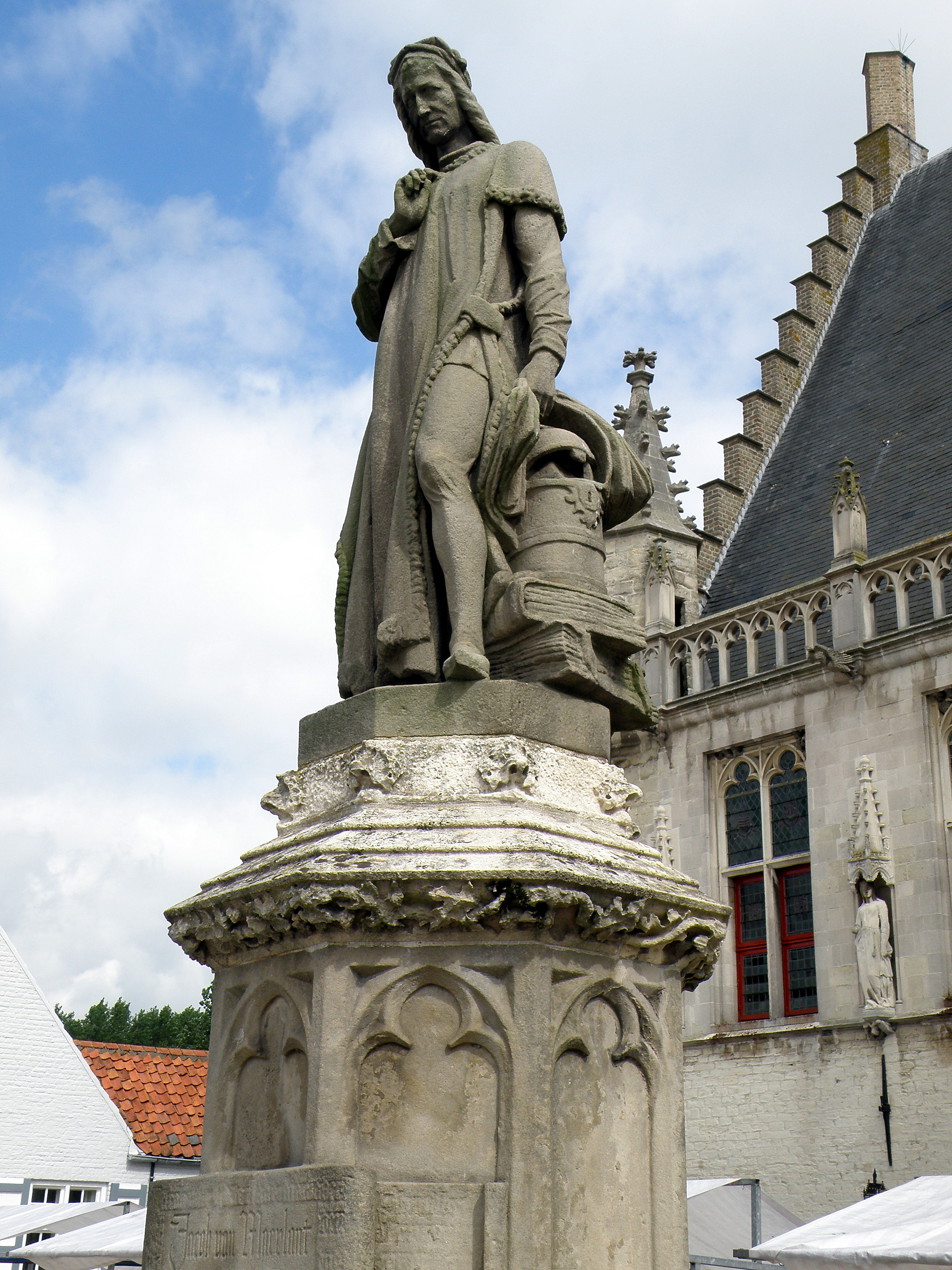
Statyn över Jacob van Maerlant i Damme.

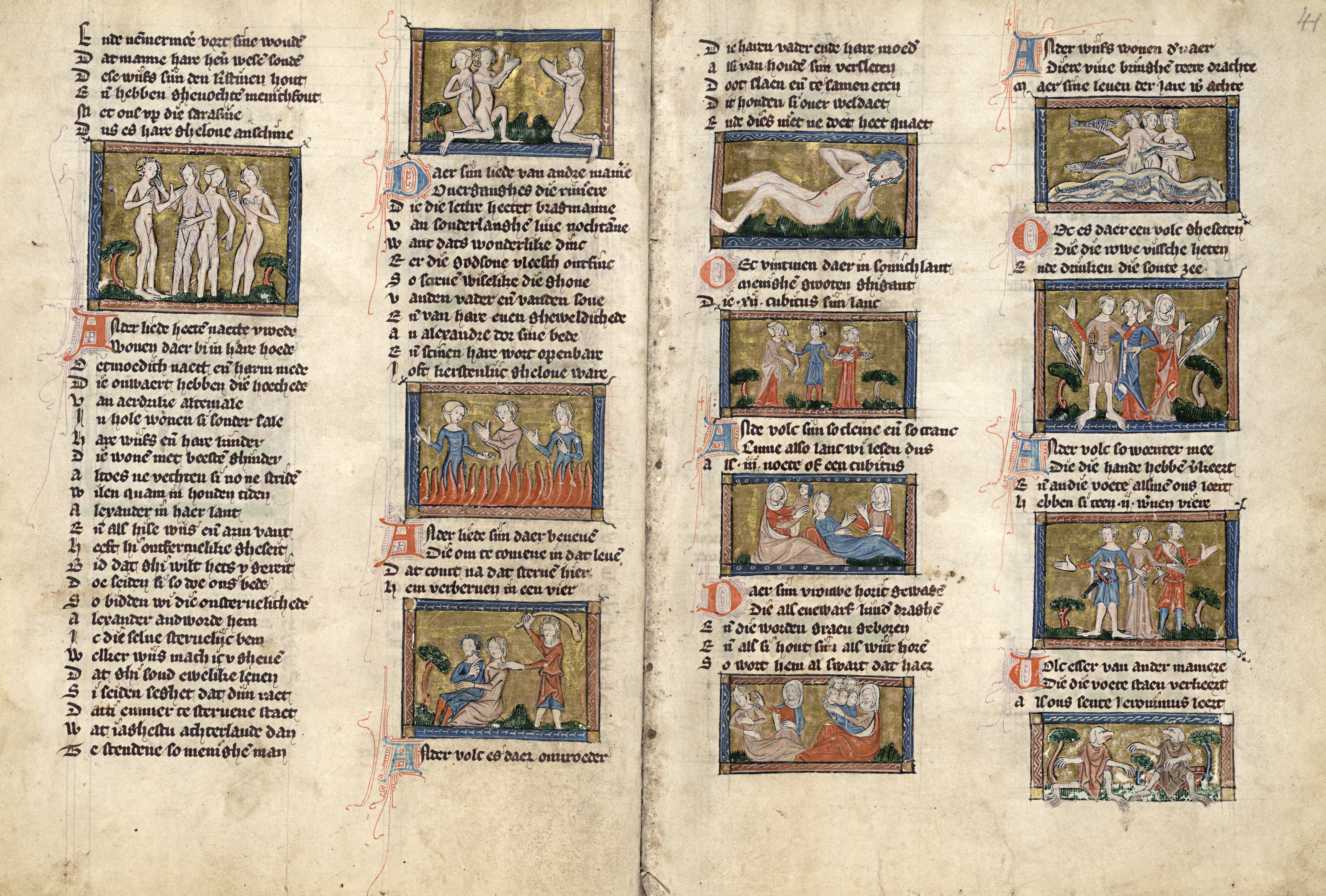
Der naturen bloeme

Jacob van Maerlant,  född under förra hälften av 1200-talet (enligt traditionen 1235) inom en flamländsk släkt, död efter 1291 (möjligen 1300), var en nederländsk medeltidsdiktare.
Maerlant tillbragte en del av sin ungdom i Holland, i Maerlant (nu Brielle) på ön Voorne, där han synes ha innehaft en kyrklig befattning som "coster" och där han skrev några av sina tidigare verk, med säkerhet Historie van Troyen
(utgiven bland annat 1891), sedan, enligt eget vittnesbörd, bofast i Damme (nära Brygge) i Flandern, som traditionen uppger, i egenskap av scepenclerc (stadsskrivare). Maerlant anses ligga begraven i Damme.
Maerlant skattade först åt tidens smak för riddarromaner och sammanskrev efter kända förebilder utom sin långa Trojaroman (efter Bénoit de S:t More och antika källor) andra dikter behandlande ämnen ur den klassiska eller bretonska sagokretsen, om Alexander, Merlijn, Graal och Torec.
Redan i dessa dikter framträder starkt det didaktiska element, som sedan blir det förhärskande, då skalden, med ogillande av den romantiska riktningen, i den latinska medeltidslitteraturen söker stoff för trovärdiga och sanna dikter med undervisande och upplysande syfte och skänker sitt modersmål en rad av populärvetenskapliga, teologiska och historiska verk i versifierad form.
Bland dessa märks Naturen bloeme (utgiven bland annat 1878), Scolastica eller Rijmbijbel (fullbordad 1271, utgiven 1859), S:t Franciscus' leven (utgiven 1848) och främst Spieghel historiael (ofullbordad; författad omkring 1283-89, utgiven bland annat 1863), som skrevs på uppdrag av och tillägnades Floris V av Holland, närmast en översättning och bearbetning av Vincent de Beauvais latinska världskrönika, men med självständigt värde och ansatser till historisk kritik.
Poetiskt vida högre än detta verk stå hans strofiska dikter, bland dem särskildt Wapene Martijn (uppkallad efter  begynnelseorden), en lärodikt i dialogform, behandlande olika spörsmål, mest av religiös och etisk art, samt diktarens "svanesång", korstågsdikten Van den lande van Oversee (författad efter S:t Jean d'Acres fall 12 maj 1291). Maerlants verk äger sin främsta betydelse som en trogen och sannfärdig avspegling av samtidens religiösa, politiska och borgerliga idéer.
Trots sin didaktiska och teologisk-skolastiska prägel är några av dem nog för att tillförsäkra honom rangen av en verklig skald. För den populära uppfattningen förkroppsligar Maerlant den flamländska nationalitetens självständighetssträvanden och dess andliga och språkliga egenart. Redan av sin samtid räknades han som "de vader der dietschen dichteren". Belgiska regeringen lät 1860 i Damme resa ett monument över Maerlant.